# Ian Van Dahl
Ian Van Dahl egy vocaltrance-együttes volt Belgiumból. 2000-ben alapította Christophe Chantzis, Erik Vanspauwen dalszerzők, producerek és Martine „Marsha“ Theeuwen énekes. Marshát 2001-ben Cindy Merten, majd őt a következő évben Annemie Coenen váltotta. Később Peter Luts és David Vervoort producerek is csatlakoztak. 2008-ra a csapatból csak Annemie Coenen és Peter Luts maradt, akik AnnaGrace néven folytatták.
A Ian Van Dahl a világ egyik legsikeresebb dance együttese volt. Világszerte csaknem négymillió CD-t (kis- és nagylemezek együtt) adtak el, turnéikon nem csak hazájukban, Belgiumban, hanem Ausztráliában, Észak-Amerikában, Dél-Amerikában, a Közel-Keleten, Oroszországban, Japánban, és persze számos európai országban, köztük Magyarországon is színpadra álltak.
Annemie nem csupán a dalszövegek nagy részének szerzője, hanem a Ian Van Dahl divatos megjelenésének felelőse is volt, mind a színpadon, mind a videófelvételeken.

## Története

### 2000-2002: Kezdet és első nagy sikerek
A Ian Van Dahlt 2000-ben Erik Vanspauwen valamint bátyjai, Geert és Martine „Marsha“ Theeuwen hozta létre. Geert Vanspauwent hamarosan Christophe Chantzis váltotta, és megjelent az első kislemez, a Castles in the Sky Belgiumban. A szöveg és a dallam Marsha műve. A dal meglepetésszerű sikert aratott a dance chartokon, és még ugyanebben az évnek az őszén megjelent Peter Luts producer remixe kislemezként Belgiumban, majd röviddel később Németországban is. Jóllehet hazájukban a Castles in the Sky nem került a listákra, Franciaországban a 43. helyet érte el a kislemezek listáján, és a második helyet a dance charton. Idővel bekerültek a Top10-be a dance/club slágerlistákon. Az első kislemez nagy sikere ellenére az Antler Subway, a Ian Van Dahl kiadója, lecserélte Marsha énekesnőt Cindy Mertensre, akit nem sokkal később végérvényesen leváltott Annemie Coenen.
Cindy Mertens látható a Castles in the Sky-hoz felvett videón, de Cindy sem a színpadon, sem a videón nem énekelt, csak imitálta. A playbackhez teljesen tehetségtelennek bizonyult, és katasztrofális szereplését követően viszonylag gyorsan lecserélték Annemie Coenennel. Az ő hangjával újra felvették a Castles In The Sky számot, és további országokban is kiadták, köztük Nagy-Britanniában, ahol a slágerlista 3. helyezettje lett. A Castles In The Sky 2002 elején a Best Hi NRG/Euro 12" vinyl kategóriában a WMC (Winter Music Conference) díját nyerte el. Nagy-Britanniában ugyanebben az évben a Ian Van Dahl elnyerte a Dancestar World Music-díjat a "Best Trance Act" kategóriában, és a Top of The Pops díját a "Best Dance Act" kategóriában.
A második kislemez, a Will I?,  megismételte az első sikerét, sőt részben túl is szárnyalta. Nagy-Britanniában és Brazíliában is nagy siker lett. Belgiumban a Will I? a Ian Van Dahl legnagyobb sikere lett. A hozzá forgatott videóklipen (nem úgy, mint a Castles In The Sky esetében) Annemie Coenen is látható.
2002 márciusában jelent meg a Reason kislemez. A dal megírásában első alkalommal vett részt Annemie Coenen is. Röviddel ezután jelent meg az első album Ace címmel, ami a Ian Van Dahl tagok keresztneveinek első betűiből kialakított betűszó  (Annemie, Christophe, Erik). Az album mindenekelőtt Nagy-Britanniában volt siker, ahol három hét alatt 100 000 eladott példánnyal aranylemez lett. Az album dalait csaknem kivétel nélkül Coenen, Chantzis és Vanspauwen írta, de társszerzőként többek között a danceact Absolom énekesnője, Pascale Feront, is részt vett a munkában,.
2002 nyarának végén a Try jelent meg kislemezen az albumról. A kislemez-kiadáshoz a dal új hangszerelést kapott. Annak ellenére, hogy a siker néhány országban elmaradt, a Try az európai nemzeti slágerlistákat összesítő Euro200 Chart slágerlistán mégis 32. lett 2002-ben. Valamivel később a Secret Love dal jelent meg Németországban a Try-al közös kislemezen, de különösebb sikere nem lett. A kislemezen a Secret Love szövege egészen más, mint az albumon.

### 2003-2005: A második album és a népszerűség csökkenése
2003 októberében bejelentették, hogy egy új dal, I Can't Let You Go címmel jelenik meg kislemezen. A produkcióban Peter Luts és David Vervoort, a Lasgo producerei is részt vettek. Ezzel a kislemezzel a népszerűségük tovább mérséklődött, Nagy-Britanniában már csak a 20. lett a slágerlistán. Az újabb kislemez, a Where Are You Now? (2004) már csak Belgiumban és Finnországban jelent meg. 2004 áprilisában megjelent a második Ian Van Dahl album Lost & Found címmel. Coenen ismét döntő szerepet kapott a dalszerzésben. Sok rajongó, és a kritikusok is sokkal érzelmesebbnek és mélyebbnek találta ezt az albumot, mint az előzőt. Ezek a szempontok mégsem tudtak lényeges hatást gyakorolni a kereskedelmi sikerre. Ugyanígy a Believe, a következő kislemez - mely csak Nagy-Britanniában és Írországban jelent meg – sem volt képes az első évek sikereinek közelébe jutni.
A kislemezen megjelent Inspiration című, kissé szokatlan dal Dániában a 11. lett az ottani slágerlistán, de Nagy-Britanniában mégcsak a Top40 közé sem tudott bejutni. 2004-ben a Ian Van Dahl több koncertet tartott Braziliában, főként a második album dalait játszva.
2005 végén megint egy új kislemezt adtak ki, a Movin' On-t. A dal egy ballada, elektronikus hangszereléssel. A kislemez egyes területeken ismét sikert hozott a csapatnak. Belgiumban 24., Finnországban 7. lett, és bár összességében Európában nem lett siker, de Braziliában bekerült az első tíz közé.

### 2006-2008: Visszavonulás és felbomlás
A Just A Girl kislemez 2006 júliusi megjelenését követően a Ian Van Dahl ismét fellépett Brazíliában, ahol Annemie Coenen a Lasgoval is színpadra állt. 2007–ben csaknem teljesen visszavonultak. Júliusban Peter Luts producent bejelentette, hogy a Ian Van Dahl következő albuma elkészült, de ez mégis Annemie Coenen szólóalbumaként fog megjelenni. Mindez már várható volt. Christophe Chantzis és Erik Vanspauwen producerek visszavonulása után Annemie Coenen egyik, 2007 április végén adott, interjújában olvashatjuk, hogy a harmadik album felvétele folyik éppen, és pár hónapon belül megjelenhet. Coenen megjegyzi, hogy a legtöbb dal az ő és Luts Feder alkotása.
2008 januárjában jelentették be, hogy a Ian Van Dahl feloszlott. Annemie Coenen most az új danceprojekt AnnaGrace énekese, Peter Luts-szal mint producerrel.

## Diszkográfia

### Albumok
| Év   | Cím          | Helyezés | Helyezés | Helyezés | Helyezés | Megjegyzés                          |
| Év   | Cím          | BE       | UK       | DN       | FI       | Megjegyzés                          |
| ---- | ------------ | -------- | -------- | -------- | -------- | ----------------------------------- |
| 2002 | Ace          | 41       | 7        | 40       | 10       | Az Egyesült Királyságban aranylemez |
| 2004 | Lost & Found | 29       | -        | -        | -        |                                     |

### Szólólemezek
| Év   | Cím                             | Lista helyezés | Lista helyezés | Lista helyezés | Lista helyezés | Lista helyezés | Megjegyzés                           |
| Év   | Cím                             | BEVL           | UK             | D              | AT             | CH             | Megjegyzés                           |
| ---- | ------------------------------- | -------------- | -------------- | -------------- | -------------- | -------------- | ------------------------------------ |
| 2000 | Castles In The Sky Ace          | 35             | 3              | 43             | -              | 90             | Két különböző szóló-verzió           |
| 2001 | Will I? Ace                     | 14             | 5              | 48             | 54             | -              |                                      |
| 2002 | Reason Ace                      | 31             | 8              | 51             | -              | -              |                                      |
| 2002 | Try Ace                         | 36             | 15             | -              | -              | -              |                                      |
| 2003 | Secret Love Ace                 | -              | -              | -              | -              | -              | Csak Németországban a Try–al együtt  |
| 2003 | I Can't Let You Go Lost & Found | 22             | 20             | 72             | -              | -              |                                      |
| 2004 | Where Are You Now? Lost & Found | 23             | -              | -              | -              | -              |                                      |
| 2004 | Believe Lost & Found            | -              | 27             | -              | -              | -              | Csak Nagybritanniában és Írországban |
| 2004 | Inspiration Lost & Found        | 23             | -              | -              | -              | -              |                                      |
| 2005 | Movin' On -                     | 24             | -              | -              | -              | -              |                                      |
| 2006 | Just A Girl -                   | 35             | -              | -              | -              | -              |                                      |

## Díjak
- 2002: "WMC (Winter Music Conference) Award 2001" a"Best Hi NRG/Euro 12" vinyl" kategóriában a Castles In The Skydallal, USA.[12]
- 2002: "Dancestar World Dance Music Award" in der Kategorie "Best Trance Act", Großbritannien.[13]
- 2002: "Top of The Pops Award" in der Kategorie "Top Dance", Großbritannien.[14]

## Külső hivatkozások
- Hivatalos honlap (tovább vezet Anna Grace honlapjához)
- A lemezkiadó honlapja
- Marsha honlapja
- Peter Luts producer honlapja
- David Vervoort (Dave McCullen) producer honlapja

## Fordítás
- Ez a szócikk részben vagy egészben  az   Ian Van Dahl című német Wikipédia-szócikk fordításán alapul.  Az eredeti cikk szerkesztőit annak laptörténete sorolja fel. Ez a jelzés csupán a megfogalmazás eredetét és a szerzői jogokat jelzi, nem szolgál a cikkben szereplő információk forrásmegjelöléseként.